# 奥马鲁·甘达
奥马鲁·甘达 (1935年–1981年1月1日) 是尼日尔导演兼演员。

## 生平
他生于尼亞美，有扎爾馬人血统。16岁时加入法国远东远征军团。後來他返回尼日尔，但找不到工作。他移民至科特迪瓦，成为阿比让的一名码头工人。此時他遇到了法国人类学家和电影制片人尚·胡許。鲁什对科特迪瓦的尼日尔人很感兴趣，于是聘请甘达担任统计员，协助他研究尼日爾移民群體。
他執導的影片獲得第一届瓦加杜古泛非電影電視節最佳影片奖。 奥马鲁·甘达後來因心脏病去世。